# Jamie Draven
Jamie Draven, född Donnelly 14 maj 1979 i Manchester, är en brittisk skådespelare vars TV-karriär startade 1998. Han är främst känd för sina roller som Jamie Dow i Ultimate Force och Billys storebror Tony i Billy Elliot.
Jamie är från Wythenshawe i södra Manchester. Han är den yngsta av tre bröder. I det tidigare stadiet av livet ville Jamie bli fotbollsspelare, men började med skådespeleri vid 16 års ålder. Han flyttade senare till London för att fullfölja sina skådespelardrömmar. Även om han varken hade träning eller ett CV. 1999 bytte Jamie efternamn från Donnelly till Draven och fick även en stor roll i dramat Butterfly Collectors.
Jamie Draven har samarbetat mycket med den skådespelerskan Alex Reid. Bland annat i säsong 1 och 2 av Ultimate Force, avsnitt två av Mobile samt i Jetsam.